# 122
122 (сто двадесет и втора) година по юлианския календар е невисокосна година, започваща в сряда. Това е 122-рата година от новата ера, 122-рата година от първото хилядолетие, 22-рата година от 2 век, 2-рата година от 3-то десетилетие на 2 век, 3-та година от 120-те години. В Рим е наричана Година на консулството на Авиола и Нераций (или по-рядко – 875 Ab urbe condita, „875-а година от основаването на града“).

## Събития
- Консули в Рим са Маний Ацилий Авиола и Луций Нераций Панза.